# Coccophagus funeralis
Coccophagus funeralis är en stekelart som beskrevs av Girault 1913. Coccophagus funeralis ingår i släktet Coccophagus och familjen växtlussteklar. Inga underarter finns listade i Catalogue of Life.